# Sundacarpus amarus
Sundacarpus amarus en una espècie de conífera de la família Podocarpaceae, l'única del gènere Sundacarpus. És nadiua d'Austràlia i Malàisia.
Sundacarpus fou erigit com a gènere per C. N. Page el 1988; anteriorment estava l'espècie es classificava dins del gènere de Podocarpus o Prumnopitys.

## Descripció
Sundacarpus és un gran arbre de fulles perennes, que arriba fins a 60 m d'alçada, amb un tronc de 12 a 140 cm de diàmetre. Les fulles tenen 5–15 cm de llarg i són estretes.

## Distribució i hàbitat
S. amarus d'Austràlia i Malàisia. A Austràlia es troba només a Queensland, principalment a l'altiplà Atherton i parts adjacents del nord-est de la costa de Queensland. És prou comú a Nova Guinea, Nova Bretanya, i Nova Irlanda, on sovint se'n troben als boscos de muntanya, juntament amb Nothofagus. Sundacarpus també es troba a les illes indonèsies de Buru, Halmahera, Morotai, Sulawesi, Lombok, Flores, Timor, Sumbawa, Java, Sumatra, i Sabah, a l'illa de Borneo; també a Mindanao i Luzon, a les Filipines.